# Farciennes
Farciennes ist eine Gemeinde in der Provinz Hennegau im wallonischen Teil Belgiens.
Die Gemeinde besteht aus den Ortschaften Farciennes und Pironchamps.

## Söhne und Töchter
- Hugues Bayet (* 1975), italienischer Politiker